# Чара (притока Олекми)
Чара — річка в Росії, що протікає по територією Забайкальського краю, Іркутської області і Якутії та є лівою притокою Олекми.
Довжина — 851 км, площа басейну — 87,6 тис. км². У басейні налічується понад 7 тисяч озер сумарною площею близько 248 км².
Починається на південному схилі хребта Удокан, протікає Чарською улоговиною перетинаючи гірський хребет Кодар де утворює пороги.
Основні притоки: Сень, Жуя, Апсат, Молбо — ліворуч, Токко — праворуч
Сила течії характеризується середньою витратою води, порядку 620 м³/сек.
Судноплавна від гирла річки Жуя.
За назвою річки названий мінерал чароїт, цінний камінь, єдине у світі родовище якого знаходиться в Росії в басейні річки Чара.

## Дивись також
- Чарські піски